# Vandenboschia radicans
Vandenboschia radicans är en hinnbräkenväxtart som först beskrevs av Olof Peter Swartz, och fick sitt nu gällande namn av Edwin Bingham Copeland. Vandenboschia radicans ingår i släktet Vandenboschia och familjen Hymenophyllaceae. Utöver nominatformen finns också underarten V. r. antillarum.

## Bildgalleri

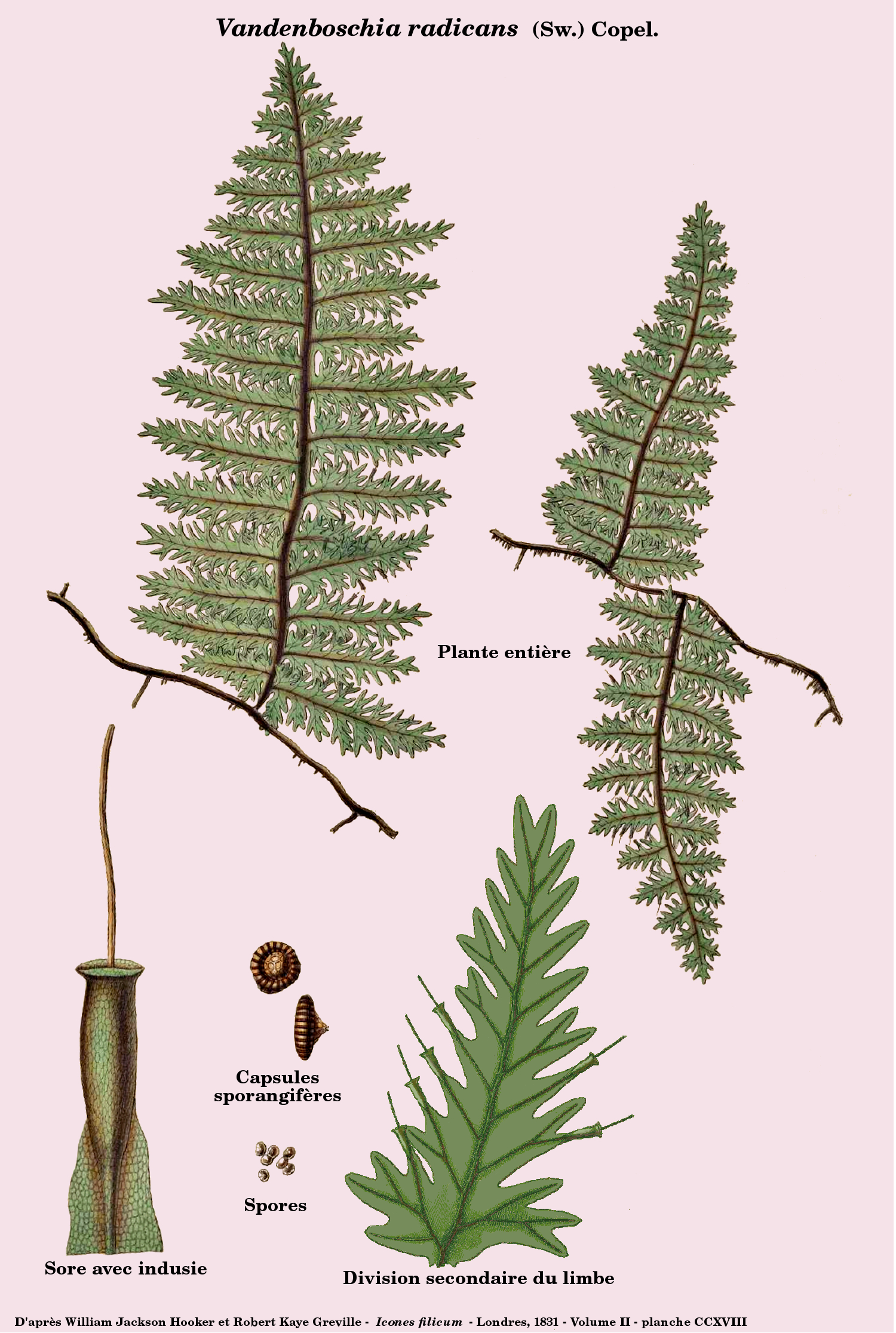
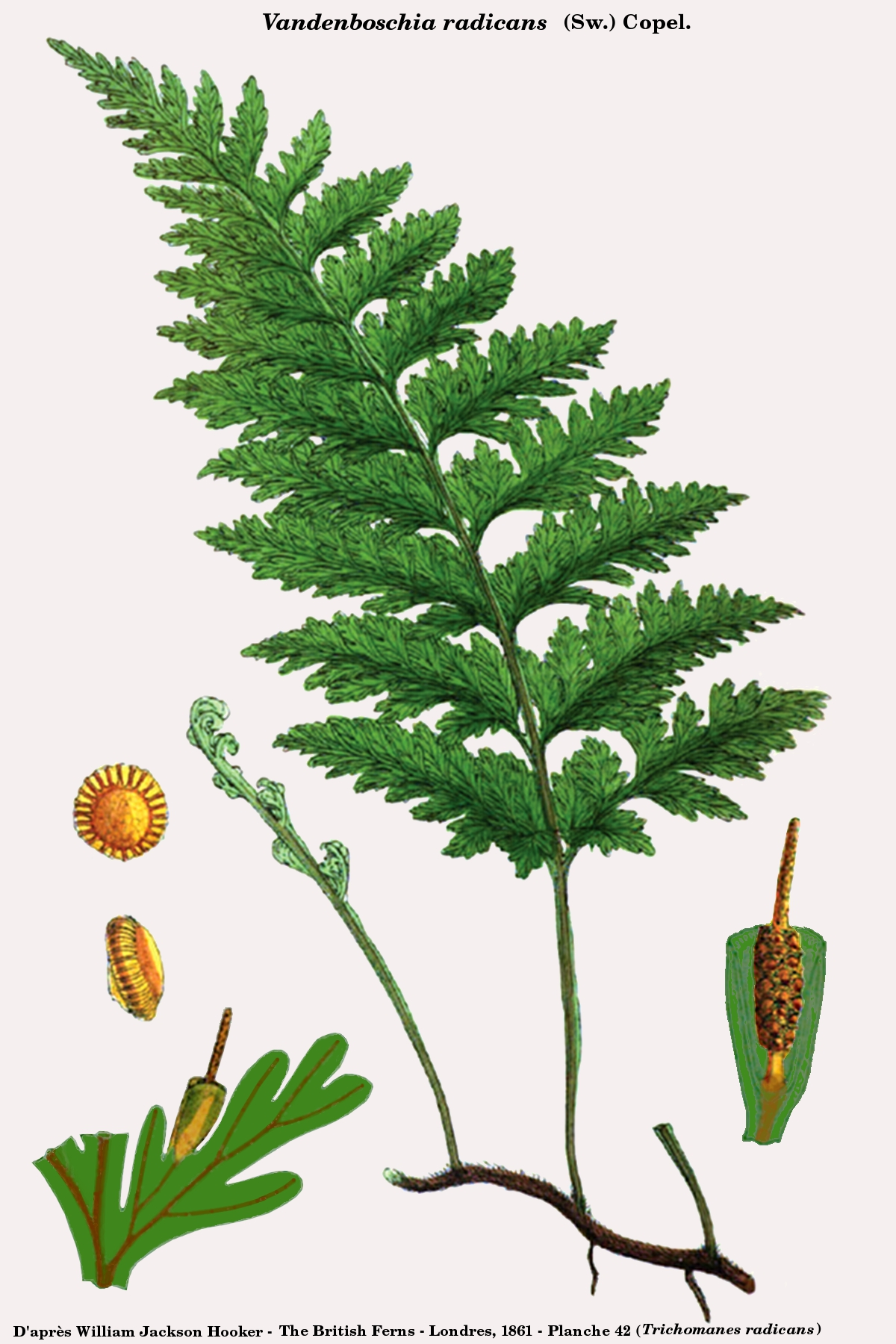